# 陈伟根 (电气工程专家)
陈伟根，重庆大学电气工程学院教授，主要从事输变电设备绝缘状态特征量新型光纤与光谱传感技术等方面的研究工作。入选中华人民共和国教育部2009年度"长江学者"特聘教授、中国国家百千万人才，享受国务院政府特殊津贴。